# Poltava, Svatove
Poltava este un sat în comuna Verhnea Duvanka din raionul Svatove, regiunea Luhansk, Ucraina.